# Celestino Gelsi
Celestino Gelsi (San Miguel de Tucumán, 31 de julio de 1915-ibid., 8 de marzo de 1990) fue gobernador de Tucumán entre 1958 y 1962.

## Datos biográficos
Nació en la ciudad de San Miguel de Tucumán, graduándose de abogado en la Universidad Nacional de Córdoba. En su juventud participó en una gran huelga estudiantil, en 1932, que motivó su traslado a esa provincia para terminar sus estudios.
A su regreso a Tucumán, fue uno de los jóvenes integrantes de la línea interna liderada por Amadeo Sabattini dentro de la U.C.R. Nacional. Esto lo llevó a militar activamente en las filas de la denominada «U.C.R. Comité Nacional», que compitió en las elecciones provinciales de octubre de 1942, con  Roque Raúl Aragón al frente, enfrentando a la "Alianza Radical" integrada por la U.C.R. Tucumán (Concurrencista), la "U.C.R. Tradicionalista" y la "U.C.R. Frente Popular" quienes llevaban a Miguel Mario Campero como candidato a gobernador. Los demócratas nacionales (conservadores) llevaron como candidato a Adolfo Piossek. 
En 1946, finalmente los radicales tucumanos se unificaron, siendo Celestino Gelsi el representante de la línea intransigente, en manos de Arturo Frondizi. Gelsi fue uno de los pocos diputados provinciales radicales por la capital, elegidos en las elecciones de febrero de 1946, en medio del triunfo abrumador del laborismo que llevaba a Juan Domingo Perón como presidente. Paralelamente, Gelsi junto a otros dirigentes intentó reconstruir la capacidad electoral de la U.C.R., que había sido completamente desmontada por el peronismo. 
Gelsi fue uno de los dirigentes más resonantes, que alineados con Frondizi, llevaron a la división nacional de la U.C.R. en la convención nacional de septiembre de 1956, celebrada en San Miguel de Tucumán, cuando el partido se dividió en la Unión Cívica Radical del Pueblo, presidida por Ricardo Balbín con sus aliados unionistas, y la Unión Cívica Radical Intransigente, integrada por los frondizistas.

## Gobernador de Tucumán (1958-1962)

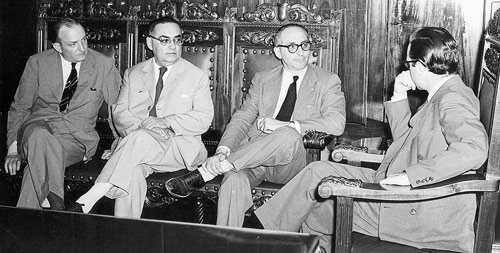
Celestino Gelsi (desde la izquierda), el futuro vicepresidente Alejandro Gómez, y Arturo Frondizi, visitan el diario "La Gaceta" de San Miguel de Tucumán, durante la campaña electoral del año 1958.

Celestino Gelsi asume la gobernación el 1º de mayo de 1958, con el peronismo proscripto en el orden nacional desde hacía tres años, luego del golpe militar de 1955, que se autodenominó "Revolución Libertadora". Ejerció ese cargo entre el 1 de mayo de ese año hasta el 29 de marzo de 1962. 
En la provincia, la actividad azucarera presenta serias complicaciones, que terminarán de estallar en 1959. Durante su mandato las finanzas presentaron un panorama sombrío, agravado por el aumento de sueldos que había decretado al poco tiempo de asumir. Una estimación del déficit del ejercicio 1958 arrojaba 38.315.338,05 pesos. Ese déficit, al comenzar el ejercicio en 1961 ascendería a 68.304.888,90. Demandó la contratación de un empréstito en libras esterlinas que aumentó el gasto público provincial, hecho que fue duramente criticado por sus opositores peronistas, liberales y radicales de la U.C.R. del Pueblo para la conclusión de las obras del Embalse El Cadillal, paralizadas desde la década de 1930.
No obstante, la gestión de Celestino Gelsi logró impulsar un nuevo ciclo de obras públicas provinciales, tales como la terminación de los edificios de la Maternidad "Nuestra Señora de las Mercedes"; la creación del Ente Cultural de la Provincia; la inauguración de las obras del dique "El Cadillal" y la habilitación de una amplia red de rutas provinciales. Uno de los legados más persistentes del gobierno de Gelsi fue el control del estado provincial de los juegos de azar. Durante su administración se puso en marcha el "Septiembre Musical", un festival musical de música clásica, ópera, ballet y música popular, que persiste hasta el presente y que permitió a Tucumán conocer a las estrellas más renombradas en estas artes.
Su administración coincidió con la intendencia en San Miguel de Tucumán de Ramón Isauro Martínez, otro dirigente radical tucumano de trayectoria. 
En el campo de lo político, la incertidumbre política producida por la proscripción del peronismo y la oposición de los sindicatos azucareros generaron una fuerte movilización social que afectó a su gobierno. En 1960 y en 1961, se sucedieron huelgas de los maestros y de los productores cañeros afectados por el ciclo final de la crisis azucarera que concluiría dramáticamente en 1966. En 1961 aconteció la llamada "Marcha del Hambre" en la cual, una multitud de aproximadamente 25.000 productores cañeros acamparon en la Plaza Independencia durante días, llegando a faenar ganado en la misma para alimentarse. Luego fueron reprimidos provocando un grave estado de convulsión social. También la provincia fue surcada por las manifestaciones estudiantiles en torno a la aprobación de la enseñanza libre, al ser sede de la Universidad Nacional de Tucumán, la provincia tenía una población estudiantil de importancia, formada en el espíritu de la Reforma Universitaria, lo que provocó protestas callejeras y un estado de conmoción en San Miguel de Tucumán, durante los años 1959-1961.  Otros conflictos gremiales conmocionaron el inicio de su gobierno  durante 1958, sumados al cierre del 18% de las moliendas de la actividad azucarera y la ruina de más de 23.000 pequeños productores. Enfrentó los reclamos salariales de los docentes diciendo: ‘no sólo de maestras vive el hombre’.
En marzo de 1962 se realizaron las elecciones para renovar gobernadores en las provincias, así como la mitad de la banca de diputados en el congreso nacional. El partido de Arturo Frondizi había triunfado en Capital Federal, los radicales del pueblo habían conquistado Córdoba. Los neo peronistas de inspiración justicialista, triunfaron en diez de las catorce provincias. Tucumán fue una de éstas y esa misma noche fue intervenida por orden de Frondizi que anuló las elecciones en todas las provincias donde triunfó el peronismo e intervino a través de las fuerzas armadas las provincias donde ganó la oposición peronista. El comandante de la quinta brigada de infantería, el general Julio Martín Sueldo, se hizo cargo el 19 de marzo de 1962 del gobierno de la provincia en carácter de interventor federal.

## Actividad política posterior
Posteriormente, Celestino Gelsi continuó su carrera política al frente de una fuerza política local, llamada "Vanguardia Federal", la cual participaría en las elecciones provinciales de la década de 1970. En 1973, con esta fuerza se sumó a la coalición encabezada por el Partido Federal que llevaba como candidato a presidente a Francisco Manrique y candidato a vicepresidente a Rafael Martínez Raymonda. En 1983 se incorporaría nuevamente a la Unión Cívica Radical junto a su partido provincial.
Falleció en San Miguel de Tucumán, en marzo de 1990, siendo sepultado en el Cementerio del Oeste de esa ciudad. El embalse de El Cadillal, fue bautizado con el nombre de Gobernador Celestino Gelsi en su honor.